# 面白山信号場
面白山信号場（おもしろやましんごうじょう）は、山形県山形市山寺面白山にある、東日本旅客鉄道（JR東日本）仙山線の信号場である。

## 概要
奥新川駅より面白山高原駅方向に約7.7kmにある2線の信号場。全長5361mの仙山トンネル内に設置されている。2線とも、信号が片側にあるために一方通行である。かつては信号場から約1km先のトンネル山形方出口に信号扱い所があり、面白山仮乗降場として乗降ができた。後に、常設駅の面白山高原駅に昇格して現在に至る。トンネル内の信号場のため、1985年（昭和60年）3月の自動閉塞・CTC化まで奥新川 - 当信号場 - 山寺は連動閉塞を使用して、タブレット授受を開業時から不要にしている。現在は自動閉塞・CTC導入で、信号扱い所は撤去された。
1985年3月の仙山線CTC化までは、本信号所内で列車の交換（急行「べにばな」と普通列車、等）が行われていたが、その後臨時列車・業務用列車の交換用にのみ使われるようになった（旅客列車の交換は前後の交換可能駅）。2006年3月18日のダイヤ改正から再び一部の旅客列車でも交換が行われるようになったが、2008年3月15日のダイヤ改正で再び通常ダイヤ時における交換がなくなった。2023年3月に白紙ダイヤ改正が行われ再び一部の旅客列車で交換が行われるようになった。
2014年、「仙山線鉄道施設群」の一部として土木学会選奨土木遺産に登録された。仙山線鉄道施設群には第二広瀬川橋梁、新川川橋梁、荒沢川橋梁と、作並駅・山寺駅の各転車台、作並機関区、奥新川変電所、仙山隧道と同信号所、交流電化発祥地記念碑が含まれる。

## 歴史
- 1937年（昭和12年）11月10日：開業[1]。
- 1987年（昭和62年）4月1日：国鉄分割民営化により、JR東日本の信号場となる[1]。

## 隣の施設
東日本旅客鉄道（JR東日本）
■仙山線
奥新川駅 - 面白山信号場 - 面白山高原駅